# Przestępstwo formalne
Przestępstwo formalne – inaczej zwane również przestępstwem bezskutkowym. Istotą przestępstwa formalnego jest to, że realizacja jego znamion następuje wraz z zachowaniem opisanym w ustawie. Wymagane jest tutaj samo wyczerpanie wszystkich znamion czynu zabronionego opisanego w przepisie Kodeksu karnego, nie zaś wystąpienie skutku.
Przykładami przestępstw formalnych są np.
art. 233§1 składanie fałszywych zeznań: „zeznaje nieprawdę lub zataja prawdę”
Przeciwstawiane przestępstwom materialnym.